# Stora Granholmen, Sjundeå
För andra betydelser, se Stora Granholmen (olika betydelser).
Stora Granholmen är en ö i Finland. Den ligger i Finska viken och i kommunen Sjundeå i den ekonomiska regionen  Helsingfors i landskapet Nyland, i den södra delen av landet. Ön ligger omkring 34 kilometer väster om Helsingfors.
Öns area är 1,8 hektar och dess största längd är 260 meter i nord-sydlig riktning.